# 15058 Billcooke
15058 Billcooke eller 1998 YL16 är en asteroid i huvudbältet som upptäcktes den 22 december 1998 av Spacewatch vid Kitt Peak-observatoriet. Den är uppkallad efter amerikanen Bill Cooke.
Asteroiden har en diameter på ungefär 9 kilometer och den tillhör asteroidgruppen Hygiea.